# Maria Kraetzinger
Maria Elisabetha Kraetzinger (* 19. Oktober 1869 in Mettenheim; † 1. März 1951 in Goddelau) war eine deutsche Malerin.

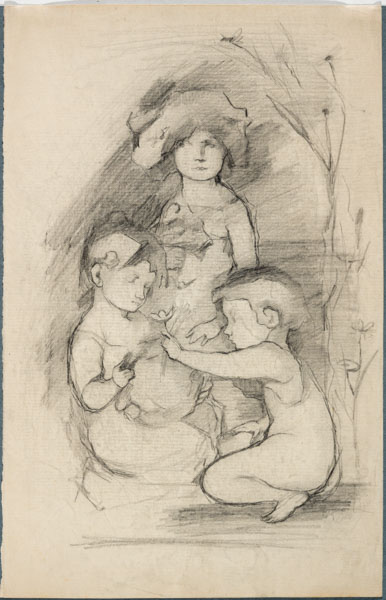
Ohne Titel, 1906

## Leben

### Kindheit und Jugend
Maria Kraetzinger wurde als Tochter des evangelischen Pfarrers Johann Georg Kraetzinger und seiner Frau Dina in Mettenheim im oberbayerischen Landkreis Mühldorf am Inn geboren. Da ihr Vater liberalen, freiheitlichen Überzeugungen anhing, wurde er für seine Gesinnung massiv angefeindet und mehrmals versetzt. Die Familie zog 1879 nach Darmstadt. In der offenen, großherzoglichen Residenzstadt fanden sie eine intellektuelle Heimat. Die Kulturinstitutionen, wie Hoftheater und Gemäldesammlungen, standen allen Bürgern offen.
Die drei Töchter der Familie erhielten eine Ausbildung, die auch die musischen und künstlerischen Talente der Mädchen förderten. Ihre Schwester Sophie sagte über Maria, dass sie „von Kindheit an Neigung zu phantastischer Erfindung und Ausschmückung“ gezeigt habe. Durch das Einsetzen der Menstruation, die bei Maria starke Schmerzen auslöste, zog sie, die zuvor als lebhaft und vergnügt beschrieben worden war, sich zunehmend zurück, war deprimiert und wurde menschenscheu. Es dauerte, bis sie ins normale Leben zurückfand. Sie ließ sich die Haare kurz schneiden, vermutlich weil sie als progressive Künstlerin gelten wollte, und begann zu zeichnen und zu malen. Die Mutter zog mit den Töchtern im Jahr 1888, ein Jahr nach dem Tod des Vaters, nach Schwabing, in die Nähe der königlich bayerischen Kunstakademie. Meta wurde Tonkünstlerin, Sophie, die älteste, Vorleserin und Malerin und Maria erhielt Mal- und Zeichenstunden.

### Werdegang als Malerin, Krankheit und Entmündigung
Im November 1891 trat Maria Kraetzinger in die Damenakademie des Münchner Künstlerinnen-Vereins ein. Sie wurde bis 1904 in den Mitgliederlisten des Münchner Künstlerinnenvereins als ordentliches Mitglied geführt und studierte in der Kopf- und Aktzeichenklasse bei Ludwig von Herterich, den sie auch als einzigen ihrer Lehrer namentlich erwähnte. Die regelmäßig unter wechselnden Mottos stattfindenden Kostümfeste besuchte sie gerne, und die Lust an der Maskerade, sich neu zu inszenieren, blieb bis zu ihrem Lebensende Teil ihrer künstlerischen Strategien. Maria Kraetzinger wurde in dieser Zeit Teil der Schwabinger Bohème, und noch Jahre später ließ sie sich Münchner Blätter wie Simplicissimus oder die Münchner Neuesten Nachrichten zusenden. Sie lernte über die Lektüre von Nietzsches Werken den Architekten Aschenfeld kennen, und sie verlobten sich im Jahr 1899. Sie fühlte sich wohl im Umfeld der künstlerischen und literarischen Avantgarde und entwickelte in ihrem Selbstverständnis als freischaffende Künstlerin, auch wenn keine Auftragsarbeiten bekannt sind, eine starke Persönlichkeit als engagierte, politisch interessierte, frei denkende Frau.
Als sie an einem Tumor erkrankte, ließ sie sich von der englischen Ärztin und Frauenrechtlerin Hope Bridges Adams Lehmann behandeln, mit der sie sich auch anfreundete und über gesellschaftliche Missstände diskutierte. Vertrauend auf die Expertise von Lehmann ließ sich Kraetzinger im Jahr 1903 in der Münchener Universitätsklinik an einem Myom operieren. Ihr Arzt war Prof. Dr. Gustav Klein, den sie bereits in der Pinakothek einmal getroffen hatte und von dem sie bezaubert war. Klein war Facharzt für Frauenleiden und ein früher Verfechter der Strahlentherapie. Vermutlich wurde auch bei Kraetzinger die Strahlentherapie angewandt, denn sie verlor in der Folge ihre Fähigkeit, Kinder zu gebären, und litt unter heftigen Symptomen im Sinne eines prämenstruellen Syndroms. Diese führten zu Konflikten innerhalb ihrer Familie, von der sie sich zunehmend isolierte. Sie löste ihre Verlobung und entwickelte eine Obsession für Gustav Klein. Zunächst war diese noch dezent, und in romantischer Verliebtheit beobachtete sie ihn aus der Ferne, bis sich Klein von ihr bedrängt fühlte und eine polizeiliche Anzeige veranlasste, die zur Verurteilung ihres Handelns als gemeingefährlich führte.

### Heimunterbringung
Auf Betreiben von Lehmann, der sie vertraute, wurde sie im Juli 1906 zu ihrem eigenen Schutz vor einem Gefängnisaufenthalt in die Psychiatrische Universitätsklinik München eingeliefert, deren damaliger Leiter Emil Kraepelin war. Im Dezember 1906 wurde Maria Kraetzinger, „die ledige Kunstmalerin aus Darmstadt [...] wegen Geisteskrankheit entmündigt“. Im Entmündigungsverfahren hatte sie keinen Anwalt, der sie vertrat, und alle geladenen Zeugen, ihre Schwestern eingeschlossen, belasteten sie. Maria Kraetzinger ging jedoch weiterhin davon aus, dass Gustav Klein sie bald holen und heiraten werde. Auf ihre Familie, die für ihren Unterhalt aufkam, insbesondere ihre beiden Schwestern, war sie dagegen schlecht zu sprechen.
Ihr wurden hohe Intelligenz, Kritikfähigkeit und Wissen bescheinigt, auch sei es möglich, geistreiche Gespräche über alle möglichen Bereiche mit ihr zu führen. Zu ihren persönlichen Befindlichkeiten verweigerte sie die Gespräche und verwies auf Lehmann. Als Grund für ihren Aufenthalt gab sie die Prüfung ihrer Liebe zu Klein an, den sie nach wie vor liebte. Erst die Ankündigung ihrer Verlegung in die Heil- und Pflegeanstalt Eglfing erregte sie sehr, da sie bis dahin dachte, man wolle sie nur erschrecken. Nach drei Wochen in der Universitätsklinik wurde sie nach Eglfing verlegt. Zuvor hatte sie noch die Verlegung als „Todesurteil“ bezeichnet. In Eglfing schrieb sie beschwörende Briefe an Klein. Die Briefe waren mit dekorativen Schmuckinitialen versehen und in hymnischen Textpassagen feierte Kraetzinger ihre Liebe. Sie ging davon aus, drei Monate in Eglfing bleiben zu müssen. Gegen Ende dieser drei Monate wurden die Briefe immer drängender. So schrieb sie in einem Brief: Gustav! Ich sehne mich halbtot nach Dir! Die Briefe wurden jedoch von der Leitung der Anstalt aufgrund ihrer strafrechtlichen Verurteilung zurückgehalten, und sie gelangten zusammen mit ihren und weiteren künstlerischen Arbeiten 1921 in die Sammlung Prinzhorn nach Heidelberg. Sie benahm sich zunehmend als Künstlerin, las und zeichnete viel und fing an sich zurückzuziehen, zunächst bei der täglichen Visite hinter einer aufgeschlagenen Zeitung, später im Philippshospital in Goddelau (heute Riedstadt) hinter Barrikaden aus ihrem Bettzeug. Man ließ sie weitgehend in Ruhe und tolerierte ihre auffällige Erscheinung als Attitüde einer Künstlerin.
Nachdem die Mutter im Jahr 1905 verstorben war, wurde Kraetzinger auf Betreiben ihrer älteren Schwester Sophie im Sommer 1907 ein weiteres Mal verlegt. Sie kam in die hessische Heil- und Pflegeanstalt Hofheim, später Philippshospital Riedstadt. Von da an erwähnte sie Klein nie mehr und fügte sich in den ländlichen Psychiatriealltag ein. Untergebracht wurde sie in der sogenannten „Pensionärs-Abteilung“ für ruhige, unauffällige Patienten und durfte ein Dachzimmer als Atelier nutzen. Sie engagierte sich bei Theateraufführungen und Festen. Dort spielte sie Klavier und sang. Bis ins hohe Alter pflegte sie eine sorgfältige Selbstinszenierung mit dekorativen Attributen und war künstlerisch und kunsthandwerklich tätig.

### Überleben in der Zeit des Nationalsozialismus
Den Zweiten Weltkrieg und die Nazizeit überstand sie, da sie zwischen 1930 und 1943 als formal entlassen galt und in den Haushalten von Pflegern im oder in der Nähe des Geländes des Philippshospitals lebte. Sie sah sich als Gast und weigerte sich, im Haushalt zu helfen. Deswegen musste sie mehrfach die Familien wechseln. Sie betätigte sich weiter künstlerisch und arbeitete an der Vervollkommnung der Bildform „Madonna mit dem Kind“. Maria, die irdische Geliebte, wird in die himmlische Braut transformiert, die körperliche Liebe sublimiert in allgegenwärtige Präsenz der göttlichen. Diese Werke sind nicht erhalten.
Maria Kraetzinger starb am 1. März 1951 nach einer Erkältungserkrankung im Philippshospital in Goddelau.

## Werk
In einem Inventar künstlerischer Arbeiten von Patienten des Philippshospitals sind im Jahr 1927 für sie 53 Arbeiten in verschiedenen Techniken aufgelistet. Zwei der Gemälde sind erhalten geblieben und befinden sich heute im Museum des Philippshospitals. Sie tragen die Ersatztitel: „Witwe mit Kind“ und „Kind mit Puppe“, es sind Ölbilder ohne Datierung.
Die Sammlung Prinzhorn ist im Besitz von drei Bleistiftzeichnungen sowie 15 Briefen aus der Zeit in Eglfing. Diese datieren vom 15. bis 27. Oktober 1906. Aufgebaut sind die Briefe mit einer graphischen Darstellung, die meist ein großes Schmuckinitial zum Vornamen Gustav Kleins umspielt. Sie beklagt in den Briefen ihre Einsamkeit und reklamiert die mangelnde Anteilnahme des Geliebten. Auch reflektiert sie ihre inneren Nöte mit der Lebenssituation in der psychiatrischen Anstalt. Nach der Wiederentdeckung der Briefe in den 1960er Jahren erregten diese Arbeiten große Aufmerksamkeit, die zu mehreren Ausstellungen führte. Da viele ihrer freien künstlerischen Arbeiten verloren gegangen sind, ist jedoch eine kohärente bzw. zusammenhängende, kontextualisierende, d. h. Zusammenhang schaffende Betrachtung des Œuvres von Kraetzinger äußerst schwierig.
Hans Prinzhorn interessierte sich nicht für das Werk von Maria Kraetzinger. Sie war eine ausgebildete Künstlerin und ließ sich, seiner Meinung nach, nicht der Art brut zuordnen.

## Ausstellungen
- Irre ist weiblich. in der Sammlung Prinzhorn, Heidelberg 2004.[10]
- Künstler in der Irre. Sammlung Prinzhorn, Heidelberg 2008.[11]
- Ich sehne mich halbtot nach Dir! Peterskirche Heidelberg, 2011.[12]
- Dauerausstellung im Psychiatriemuseum Philippshospital[13]